# فهمي إبراهيم ميخائيل
الأستاذ الدكتور  فهمي إبراهيم ميخائيل (-1998) أستاذ النسبية رئيسا لقسم الرياضيات بكلية علوم جامعة عين شمس ثم وكيل الكلية الأسبق.
```
فهمي إبراهيم ميخائيل كان أحد تلاميذ الأستاذ الدكتور 
علي مصطفى مشرفة
 رئيس قسم الرياضيات بعلوم القاهرة وعميد الكلية الأسبق.
```

في بعثة دراسية للتحضير لدرجتي الماجستير والدكتوراه في أعمال ألبرت أينشتاين, متأثرا في ذلك بالمحاضرات التي ألقاها علي دفعته د.مشرفة عن نظرية النسبية العامة
حصل على درجة الماجستير من جامعة ويلز بالمملكة المتحدة عام(1949) وكانت الرسالة عن الحلول الرياضية لمعادلات المجال لنظرية النسبية العامة.
حصل على درجة الدكتوراه من جامعة لندن بالمملكة المتحدة عام(1952) في أحد تطبيقات نظرية النسبية العامة الذي يسمي علم الكونCosmology ويجيب هذا العلم عن بعض الأسئلة مثل: ما هو عمر الكون؟ كيف خلق؟ ما هو مستقبله؟ ما مقدار المادة والطاقة المختزنة به.
أ. د. فهمى إبراهيم ميخائيل حصل على وسام الجمهورية من الطبقة الثانية 1982.
توفي في ديسمبر من عام 1998.